# Лебедев, Святослав Владимирович (геодезист)
Святослав Владимирович Лебедев — российский учёный-геодезист, доктор технических наук, профессор.
Родился 2 августа 1937 года в г. Белград (Югославия).
Окончил МИИГАиК (1963). Работал в Забайкальском АГП (Чита) и в институте «Гидропроект» имени С. Я. Жука.
С 1965 г. на кафедре высшей геодезии МИИГАиК: аспирант, ассистент, старший преподаватель (1971), доцент (1974), профессор (1989).
Кандидат технических наук (1971), доктор технических наук (1988).
Основные научные интересы:
- статистические методы и актуальные задачи изучения характеристик поля силы тяжести,
- применение методов коллокации,
- практические задачи инерциальной гравиметрии и градиентометрии,
- изучение Земли как планеты и связи геодезии с геофизикой, геодинамикой, астрометрией,
- решение задач изучения движения полюсов и особенностей вращения Земли, создания систем координат, определения деформаций земной коры, изучения поверхности Мирового океана.

Почётный работник геодезии и картографии Российской Федерации, заслуженный деятель науки и техники РСФСР, почётный геодезист.
Умер 20 сентября 2015 года (заблудился в лесу и погиб, п. Перерва, Вышневолоцкий район, Тверская область).